# 马鲁帝
马鲁帝，是马来西亚砂拉越州美里省马鲁帝县的首府，亦是美里省第二大城。马鲁帝位于峇南河的北岸，距离美里约80公里。市镇的主要景点是霍斯堡（Fort Hose），同时也可通往姆鲁山国家公园。市镇早期是北砂的行政中心，直到后来被美里取代。

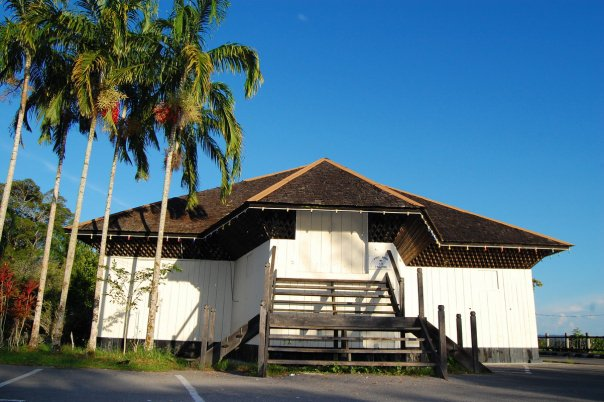
霍斯堡